# Doctor’s Advocate
Doctor’s Advocate ist ein Musikalbum von The Game.
Doctor’s Advocate erschien 2006 auf Geffen Records, einem Unterlabel von UMG Recordings Inc. und wird den Genres West Coast Rap sowie dem Gangsta-Rap zugerechnet.

## Bedeutung
Doctor’s Advocate ist das zweite offizielle Album von The Game. Es ist das erste, das nach dem Aufsehen erregenden Beef mit 50 Cent erschien, der unter anderem dazu führte, dass das Album nicht mehr auf Aftermath Entertainment veröffentlicht und ohne Mitarbeit von Dr. Dre produziert wurde. Es gilt daher allgemein als richtungsweisend für The Game’s weitere Karriere.

## Entstehungsgeschichte
Als The Game zum ersten Mal ein konkretes Veröffentlichkeitsdatum für Doctor’s Advocate bekannt gab, handelte es sich dabei um das medienwirksame „teuflische“ Datum 6. Juni 2006 (06.06.06). Damit spielt The Game auf sein Mixtape Devil’s Advocate an und ersetzt Devil nur durch Doctor, in Anspielung auf seinen damaligen Mentor Dr. Dre. Mit diesem Titel wollte er nach dem oben angesprochenen Beef klarstellen, dass Dr. Dre auf seiner Seite stehe. Dementsprechend ließ er auch immer durchblicken, dass von diesem produzierte Lieder auf dem Album sein würden (die auch tatsächlich aufgenommen wurden). Erst kurze Zeit vor der Veröffentlichung bestätigte er offiziell die Gerüchte, dass nicht nur keine Dr.-Dre-Produktionen auf dem Album sein würden, sondern es auch nicht mehr auf Aftermath Entertainment, sondern auf Geffen Records erscheinen werde.

## Trackliste
1. Lookin’ At You – 3:37
  - Mit Mac Minister & Tracey Nelson
  - Produziert von Ervin "EP" Pope
2. Da Shit – 5:22
  - Mit Tracey Nelson & Janeen Jasmine
  - Produziert von DJ Khalil
  - Enthält Elemente von Ipecac von Zoogz Rift
  - Enthält Ausschnitte des Films Tales From The Hood
3. It’s Okay (One Blood) – 4:16
  - Mit Junior Reid
  - Produziert von Reefa
  - Ko-produziert von D Roc
  - Enthält ein Sample von One Blood von Junior Reid
4. Compton – 4:40
  - Mit will.i.am von den Black Eyed Peas
  - Produziert von will.i.am
  - Enthält Elemente von Real Muthaphukkin’ Gs von Eazy-E
  - Enthält ein Sample von Gangster Boogie von Schoolly D
  - Enthält ein Sample von Hard Times von Baby Huey
5. Remedy – 2:56
  - Produziert von Just Blaze
  - Enthält ein Sample von Hyperbolicsyllablicsequedalmistic von Isaac Hayes
6. Let’s Ride – 3:57
  - Produziert von Scott Storch
7. Too Much – 4:10
  - Mit Nate Dogg
  - Produziert von Scott Storch
8. Wouldn’t Get Far – 4:10
  - Mit Kanye West
  - Produziert von Kanye West
  - Enthält ein Sample von I'd Find You Anywhere von Creative Source
9. Scream On ’Em – 4:19
  - Mit Swizz Beatz
  - Produziert von Swizz Beatz
10. One Night – 4:26
  - Mit Andrea Martin
  - Produziert von Nottz
  - Enthält Elemente von Two Occasions von Darnel Bristol, Kenny Edmonds & Sid Johnson
11. Doctor’s Advocate – 5:02
  - Mit Busta Rhymes & Shorty
  - Produziert von Jonathan "J.R." Rotem
  - Enthält Elemente von Up Against The Wind von Lori Perri
12. Ol’ English – 4:43
  - Mit Dion
  - Produziert von Hi-Tek
13. California Vacation – 4:28
  - Mit Snoop Dogg, Xzibit
  - Produziert von Jonathan “J.R.” Rotem
14. Bang – 3:36
  - Mit The Dogg Pound
  - Produziert von Jelly Roll
15. Around The World – 4:01
  - Mit Jamie Foxx
  - Produziert von Mr. Porter
  - Zusätzliche Produktion von Mike Chav
16. Why You Hate The Game – 9:20
  - Mit Nas, Marsha Ambrosius von Floetry, Andrea Martin & The 1500 Choir
  - Produziert von Just Blaze
  - Enthält Elemente von With You von The Main Ingredient

## Bedeutung der Liedtexte

### Lookin’ At You
The Game feiert sich selbst, dass er es trotz der widrigen Umstände geschafft hat, ein zweites Album zu veröffentlichen; zum Teil auch Battle-Rap.

### Da Shit
Battle-Rap mit einigen Bemerkungen zu seiner Aftermath-Zeit.

### It’s Okay (One Blood)
Battle-Rap, sowie Anspielungen auf seine Zugehörigkeit zu den Bloods (siehe Titel).

### Ol’ English
Hommage an das Ghetto-Kultgetränk Olde English 800, in der er Geschichten aus seinem Leben erzählt und dabei immer wieder betont, dass dieses Getränk dabei gewesen sei.

### Doctor’s Advocate
Game dankt in diesem Lied Dr. Dre dafür, dass er ihn zu Aftermath geholt hat und ihn zu dem gemacht hat, was er jetzt ist.

### Why You Hate The Game
In diesem Lied geht es um den Beef zwischen The Game und 50 Cent. Er sagt darin, dass er keinen Beef mehr will, weil er nicht will, das es wie bei Notorious B.I.G. und 2Pac wird (“You ain’t Big, and I ain’t Pac”).

## Veröffentlichungen und Charterfolge
Doctor’s Advocate wurde am 14. November 2006 in den USA und am 10. November 2006 in Deutschland veröffentlicht. Es erschien auch in unzähligen anderen Ländern, in denen UMG Recordings, Inc. agiert. Die erste Singleauskopplung war in Europa It’s Okay (One Blood) (dessen B-Seite Dreams von seinem ersten Album The Documentary war), in den USA, wo dieses Lied nur als Single erschien, Let’s Ride. Dies wird in Europa die zweite Single sein. Als weitere Single ist Wouldn’t Get Far geplant.
Mit den neben stehenden Charterfolgen kann das Album zwar immer noch als sehr erfolgreich bezeichnet werden, erlitt aber im Vergleich zu seinem Vorgänger kräftige Einbußen.

## Beteiligte Studios
Folgende Studios waren an der Produktion von einem oder mehreren Tracks beteiligt:
- Encore Recording, Burbank
- Chalice Recording, Los Angeles
- Fire House Studios, Brooklyn
- Studio Atlantis, Hollywood
- The Hit Factory, Miami
- Dean List House of Hits, Cypress, Texas
- The Record Plant, Hollywood
- Pacifique Recording, Hollywood
- Baseline Recordings, NY
- Larrabee Studios, Hollywood
- NRG Studios, Hollywood
- Sony Studios, NY
- Cathedral, Hollywood
- Area 51 Studio, Detroit
- Westlake Studios, Los Angeles

## Sonstiges

### Features
Die auftretenden Gastkünstler werden nicht wie sonst üblich auf der Rückseite des Albums mit Featuring Künstlername genannt, sondern erscheinen nur klein geschrieben im Booklet als Additional Vocals, was sonst nur bei Backgroundsängern o. ä. so gehandhabt wird. Dies soll wohl The Games gewachsene Eigenständigkeit betonen.

### Cover
Das Cover spielt auf das des Vorgängeralbums an. Dort war The Game sitzend auf zwei Reifen mit Goldfelgen abgebildet. Auf dem Cover von Doctor’s Advocate wird dies nun getoppt, indem er auf vier Reifen sitzt, die Chromfelgen haben. Auch hiermit will er anzeigen, dass er geistig gewachsen ist und darauf hinweisen, dass sein zweites Album noch besser sei, als das erste.

## Auszeichnungen
- 2006: Hip-Hop-Album des Jahres von MTVs Mixtape Monday (zusammen mit Hip Hop Is Dead)[2]

## Versionen
Doctor’s Advocate erschien in 6 verschiedenen Versionen: Als unzensierte & zensierte CD, als limitierte Auflage im Vereinigten Königreich mit dem Bonus-Lied I’m Chillin’, als limitierte Auflage mit verändertem Cover, als limitierte Auflage mit einer Bonus-DVD und als Schallplatte.